# Michał Diakonów
Michał Diakonów (ur. 27 listopada 1983 w Gorzowie Wielkopolskim) – polski waterpolista występujący na pozycji bramkarza w rumuńskim klubie CSA Steaua Bukareszt oraz reprezentacji Polski. Wychowanek Stilonu Gorzów.